# Tomasboda

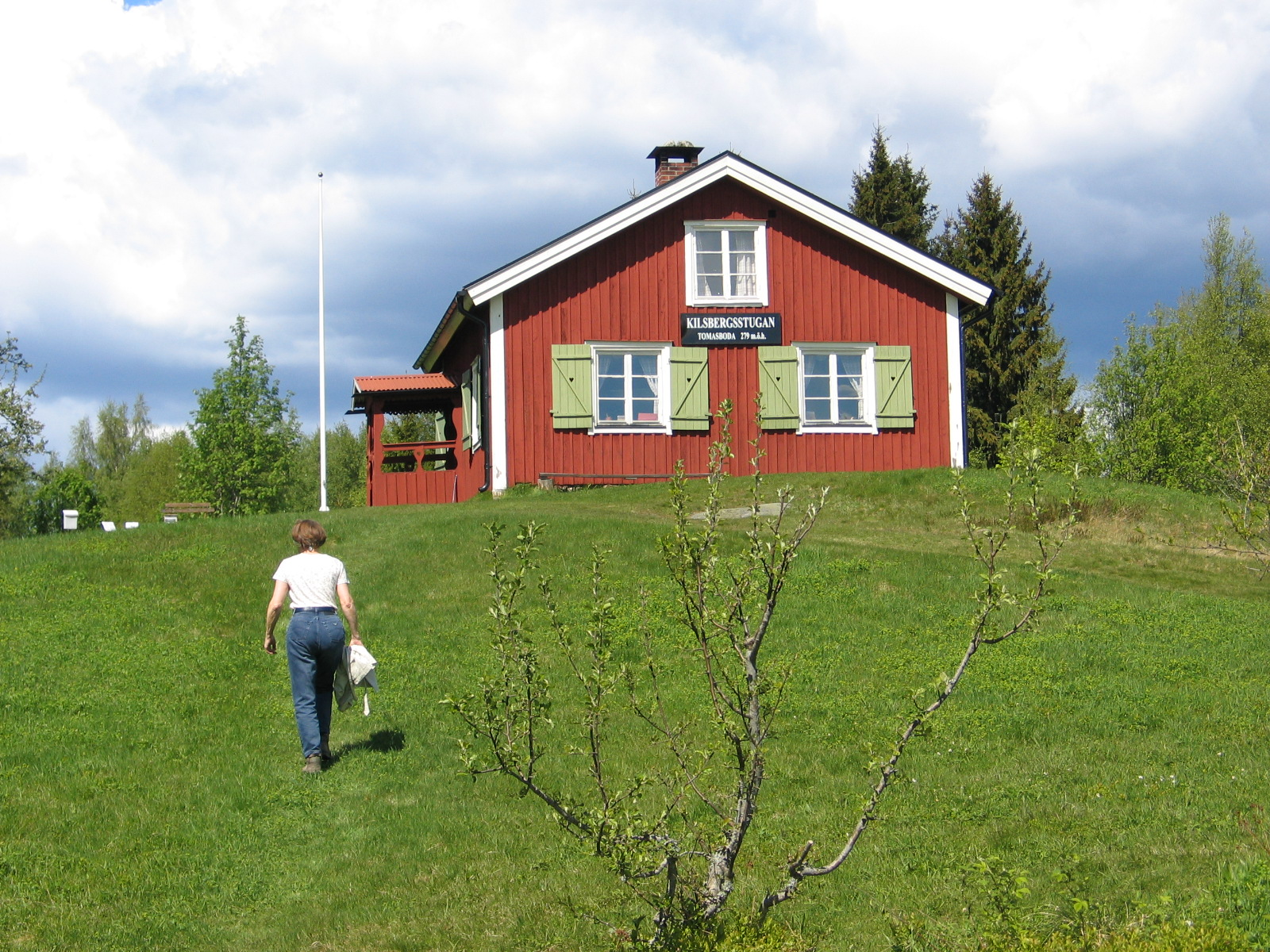
Kilsbergsstugan i Tomasboda

Tomasboda (279 m ö.h.) var tidigare den högst belägna byn i Kilsbergen. Här låg som mest fyra gårdar: Rustorpet, troligen från slutet av 1600-talet, Wägerstorpet, från 1790-talet, Kalle-Jansatorpet eller Kilsbergsstugan (1883), och Scoutstugan (1896). Av dem är det bara Kilsbergsstugan som står kvar. Den drivs av Föreningen Kilsbergsstugan som raststuga. I anslutning till Kilsbergsstugan finns en skulpturstig med träskulpturer av Gunnar Backlund.

## Tomasbodahöjden
Tomasbodahöjden i Kilsbergen når 298 meter över havet och är Närkes högsta punkt. Där Bergslagsleden passerar Tomasboda finns en kort återvändsled som leder till själva Tomasbodahöjden. På Tomasbodahöjden fanns förr ett brandbevakningstorn som revs på 1990-talet.